# تالبوت موندي
تالبوت موندي (بالإنجليزية: Talbot Mundy)‏ (23 أبريل 1879، لندن في المملكة المتحدة - 5 أغسطس 1940، مقاطعة ماناتي في الولايات المتحدة)؛ كاتِب ومؤلِّف وروائي بريطاني-أمريكي.

## روابط خارجية
- تالبوت موندي على موقع IMDb (الإنجليزية)
- تالبوت موندي على موقع إن إن دي بي (الإنجليزية)
- تالبوت موندي على موقع قاعدة بيانات الفيلم (الإنجليزية)